# Ejército Ortodoxo Ruso
El Ejército Ortodoxo Ruso (ROA, por sus siglas en ruso) (en ruso: Русская православная армия, Rússkaya pravoslávnaya ármiya) es un grupo militante de extrema derecha prorrusa en Ucrania que se fundó en mayo de 2014, juro lealtad a la RP de Donetsk, en el bando de las Fuerzas Separatistas como parte de la guerra del Donbás y posteriormente en la guerra ruso-ucraniana.

## Historia

### Creación
Según los informes, tenía 100 miembros en el momento de su fundación, incluidos lugareños del óblast de Donetsk y voluntarios de la Federación de Rusia. A medida que empeoraban los combates entre los separatistas y el gobierno ucraniano en el Donbás, su membresía aumentó a 350 y luego a 4000. Los compromisos notables de la ROA incluyen las escaramuzas de junio de 2014 en Mariúpol y Amvrosiivka. La sede de la ROA está ubicada en un edificio ocupado del Servicio de Seguridad de Ucrania (SBU) en la ciudad de Donetsk. Los miembros no tenían entrenamiento especial aparte del servicio de reclutamiento habitual en el ejército y juraron lealtad a Ígor Guirkin ("Strelkov"), insurgente y Ministro de Defensa de la autoproclamada República Popular de Donetsk. Junto con otros grupos separatistas en la región, la ROA ha sido señalada de "secuestrar, golpear y amenazar a protestantes, católicos y miembros de la Iglesia ortodoxa ucraniana... así como participar en actos antisemitas.”

### Persecución a cristianos no ortodoxos
El 8 de junio de 2014, el grupo asesinó a pentecostales en Sloviansk.
A fines de noviembre de 2014, el grupo llamó la atención después de secuestrar al destacado sacerdote greco-católico ucraniano, Serguéi Kulbaka, y al sacerdote católico de rito romano, el padre Pawel Witek. Según el Ministerio de Defensa de Ucrania, la ROA también ha estado en conflicto con otra milicia prorrusa, el Batallón Vostok, que acusó a la ROA de saqueo y de evitar el combate.